# Oleksandr Mišula
Oleksandr Hennadijovyč Mišula (in ucraino Олександр Геннадійович Мішула?; Dnipropetrovs'k, 18 aprile 1992) è un cestista ucraino.
È anche noto con la traslitterazione Olexandr Mishula.

## Carriera
Dal 2009 al 2019 ha militato nel Dnipro.
Con l'Ucraina ha disputato i Campionati mondiali del 2014 e tre edizioni dei Campionati europei (2013, 2015, 2017).

## Palmarès
- Campionato ucraino: 1

Dnipro: 2015-16
- Coppa d'Ucraina: 3

Dnipro: 2011, 2017, 2018